# Liebster Jesu, mein Verlangen
Liebster Jesu, mein Verlangen (BWV 32) ist eine Kirchenkantate von Johann Sebastian Bach. Er komponierte die Dialogkantate in Leipzig für den ersten Sonntag nach Epiphanias und führte sie am 13. Januar 1726 erstmals auf.

## Geschichte und Worte
Bach schrieb die Kantate Liebster Jesu, mein Verlangen in seinem dritten Amtsjahr in Leipzig für den ersten Sonntag nach Epiphanias (Erscheinung des Herrn). Die vorgeschriebenen Lesungen für diesen Sonntag waren Röm 12,1–6 , die Pflichten des Christen, und Lk 2,41–52 , Suchen und Finden des zwölfjährigen Jesus im Tempel. In seinem ersten Jahr in Leipzig hatte Bach zum selben Anlass in Mein liebster Jesus ist verloren die allgemeine Situation des Menschen bedacht, der Jesus verloren hat. In seinem zweiten Jahr in Leipzig schrieb er die Choralkantate Meinen Jesum laß ich nicht über ein Kirchenlied von Christian Keymann.
Bach vertonte in Liebster Jesu, mein Verlangen einen Text, den der Darmstädter Hofpoet Georg Christian Lehms 1711 veröffentlicht hatte. Als Schlusschoral fügte er die zwölfte und letzte Strophe von Paul Gerhardts Kirchenlied „Weg, mein Herz, mit den Gedanken“ (1647) hinzu. Dieses wird zur Melodie von „Freu dich sehr, o meine Seele“ gesungen. Bach hatte einige Wochen zuvor ein ähnliches Werk von Lehms vertont, die Weihnachtskantate Selig ist der Mann, BWV 57 für den 2. Weihnachtstag.
Lehms arbeitete den Evangelientext zu einem allegorischen Dialog zwischen Jesus und der Seele um. Bach ordnete in seinem Concerto in Dialogo (Konzert im Dialog) die Sopranstimme der Seele zu, während der Bass als Vox Christi, die Stimme Jesu, erscheint, obwohl Jesus im Evangelium noch ein Kind ist. Wie Klaus Hofmann ausführt, greift der Dichter „die allgemeinen Motive des Geschehens auf: das Verlieren, die Suche nach Jesus, das Wiederfinden, und überträgt sie auf das Verhältnis des Gläubigen zu Jesus“. Der Dialog bezieht sich auch auf mittelalterliche Mystik sowie auf die Bilder des Hohenliedes.
Bach führte die Kantate am 13. Januar 1726 erstmals auf.

## Besetzung und Aufbau
Die Kantate ist kammermusikalisch besetzt mit zwei Vokalsolisten (Sopran und Bass), vierstimmigem Chor (nur im Schlusschoral), Oboe, zwei Violinen, Viola und Basso continuo.
1. Aria (Sopran): Liebster Jesu, mein Verlangen
2. Recitativo (Bass): Was ist’s, daß du mich gesuchet
3. Aria (Bass): Hier, in meines Vaters Stätte
4. Recitativo (Sopran, Bass): Ach! heiliger und großer Gott
5. Aria Duetto (Sopran, Bass): Nun verschwinden alle Plagen
6. Choral: Mein Gott, öffne mir die Pforten

## Musik
Der Dialog zwischen den Figuren Jesus (Bass) und Seele (Sopran) wird vom Sopran eröffnet, mit einer Arie in e-Moll, begleitet von einer obligaten Oboe. Julian Mincham unterscheidet im Oboenpart zwei Ideen, in den ersten fünf Takten ein Streben nach oben, danach „Girladen“ der Zufriedenheit über die angestrebte Einheit, von der die letzten beiden Textzeilen sprechen: „Ach! mein Hort, erfreue mich, laß dich höchst vergnügt umfangen.“
Der Bass antwortet in einem kurzen Rezitativ und einer da-capo-Arie in G-Dur, die von einer lebhaft agierenden Solo-Violine mit Triolen und Trillern bereichert wird. Die Worte „betrübter Geist“ erscheinen jedes Mal harmonisch und melodisch eingetrübt.
Im folgenden Dialog-Rezitativ antwortet die Seele mit einer Paraphrase des Beginns von Psalm 84, „Wie lieblich ist doch deine Wohnung“. Diesen Psalm vertonten sowohl Heinrich Schütz als auch Johannes Brahms, der ihn als zentralen Satz in Ein deutsches Requiem einsetzte. Bach gestaltet den Text als Arioso mit einer pulsierenden Begleitung der Streicher. Die beiden Stimmen singen in diesem Satz nie gleichzeitig, erst ihr folgendes Duett, eine Gavotte, vereint sie und auch ihre Begleitinstrumente Oboe und Violine. Hofmann beschreibt den Satz Nun verschwinden alle Plagen als „ein veritables Liebesduett, wie es jeder Opernszene der Zeit Ehre gemacht hätte“. Zum vierstimmigen Schlusschoral bemerkt er, dass er die Kantate zurückführe „in die Sphäre gottesdienstlicher Andacht“.

## Einspielungen
- J. S. Bach: Kantaten No. 140, No. 32. Hermann Scherchen, Wiener Akademie-Kammerchor, Orchester der Wiener Staatsoper, Magda László, Alfred Poell. Westminster/Archipel, 1952.
- Die großen Kantaten von J.S. Bach, Vol. 13, Fritz Werner, Heinrich-Schütz-Chor Heilbronn, Pforzheimer Kammerorchester, Agnes Giebel, Barry McDaniel. Erato, 1963.
- J. S. Bach: Kantaten BWV 32 & BWV 39. Wolfgang Gönnenwein, Süddeutscher Madrigalchor, Consortium Musicum, Edith Mathis, Franz Crass. EMI, 1965.
- Bach: 13 Geistliche Kantaten & 13 Sinfonien. Helmut Winschermann, Deutsche Bachsolisten und Chor, Ileana Cotrubas, Hermann Prey. Philips, 1970.
- J. S. Bach: Das Kantatenwerk, Folge 9 – BWV 31–34. Gustav Leonhardt, Knabenchor Hannover, Leonhardt-Consort, Solist des Knabenchors Hannover, Max van Egmond. Telefunken, 1974.
- Die Bach Kantate, Vol. 22. Helmuth Rilling, Gächinger Kantorei, Bach-Collegium Stuttgart, Arleen Augér, Walter Heldwein. Hänssler, 1981.
- Bach Cantatas Vol. 18: Weimar/Leipzig/Hamburg / For Christmas Day & for Epiphany / For the 1st Sunday after Epiphany. John Eliot Gardiner, Monteverdi Choir, English Baroque Soloists, Claron McFadden, Peter Harvey. Soli Deo Gloria 2000.
- Bach Edition Vol. 18 – Cantatas Vol. 9. Pieter Jan Leusink, Holland Boys Choir, Netherlands Bach Collegium, Ruth Holton, Bas Ramselaar. Brilliant Classics, 2000.
- J. S. Bach: Complete Cantatas Vol. 17. Ton Koopman, Amsterdam Baroque Orchestra & Choir, Johannette Zomer, Klaus Mertens. Antoine Marchand, 2002.
- J. S. Bach – Kantaten. Bernhard Forck, Mitglieder der Berliner Philharmoniker, Christine Schäfer, Peter Kooij, IPPNW-Concerts 2004
- J. S. Bach: Cantatas Vol. 42 – BWV 13, 16, 32, 72. Masaaki Suzuki, Bach Collegium Japan, Rachel Nicholls, Peter Kooij. BIS, 2008.
- J. S. Bach: Dialogkantaten für Sopran & Bass – BWV 32, 57, 58 mit Hana Blažíková, Dominik Wörner, Kirchheimer BachConsort unter der Leitung von Alfredo Bernardini. cpo, 2016.
- Bach: Ich habe genug, Cantatas BWV 82, 32 & 106 mit Joanne Lunn, Matthew Brook, Dunedin Consort unter Leitung von John Butt. Linn Records, 2021